# Velika Gradusa
Velika Gradusa is een plaats in de gemeente Sunja in de Kroatische provincie Sisak-Moslavina. De plaats telt 68 inwoners (2001).